# Namnaq
Namnaq (persiska: نمنق) är en ort i Iran.   Den ligger i provinsen Östazarbaijan, i den nordvästra delen av landet, 600 km nordväst om huvudstaden Teheran. Namnaq ligger 1 126 meter över havet och antalet invånare är 102.
Terrängen runt Namnaq är bergig norrut, men söderut är den kuperad. Runt Namnaq är det ganska glesbefolkat, med 34 invånare per kvadratkilometer. Närmaste större samhälle är Oshtūbīn, 5,5 km norr om Namnaq. I omgivningarna runt Namnaq växer i huvudsak blandskog.